# حوزه انتخابیه چهارم آیووا
حوزه انتخابیه چهارم آیووا یک حوزه انتخابیه مجلس نمایندگان آمریکا است که در ایالت آیووا قرار دارد.